# دانيال برات
دانيال برات (31 يناير 1986 في المملكة المتحدة - ) (بالإنجليزية: Daniel Pratt)‏ هو لاعب كريكت بريطاني. لعب مع Loughborough MCC University ‏.

## وصلات خارجية
- دانيال برات على موقع إي آس بي آن كريك إنفو (الإنجليزية)